# Parafia św. Marcina w Dzikowcu
Parafia św. Marcina – parafia w Dzikowcu należąca do dekanatu noworudzkiego w diecezji świdnickiej. Była erygowana w XIV w. Jej proboszczem jest ks. Marek Bordjakiewicz.

## Świątynie
- kościół św. Marcina w Dzikowcu
- kościół św. Jakuba Apostoła w Woliborzu

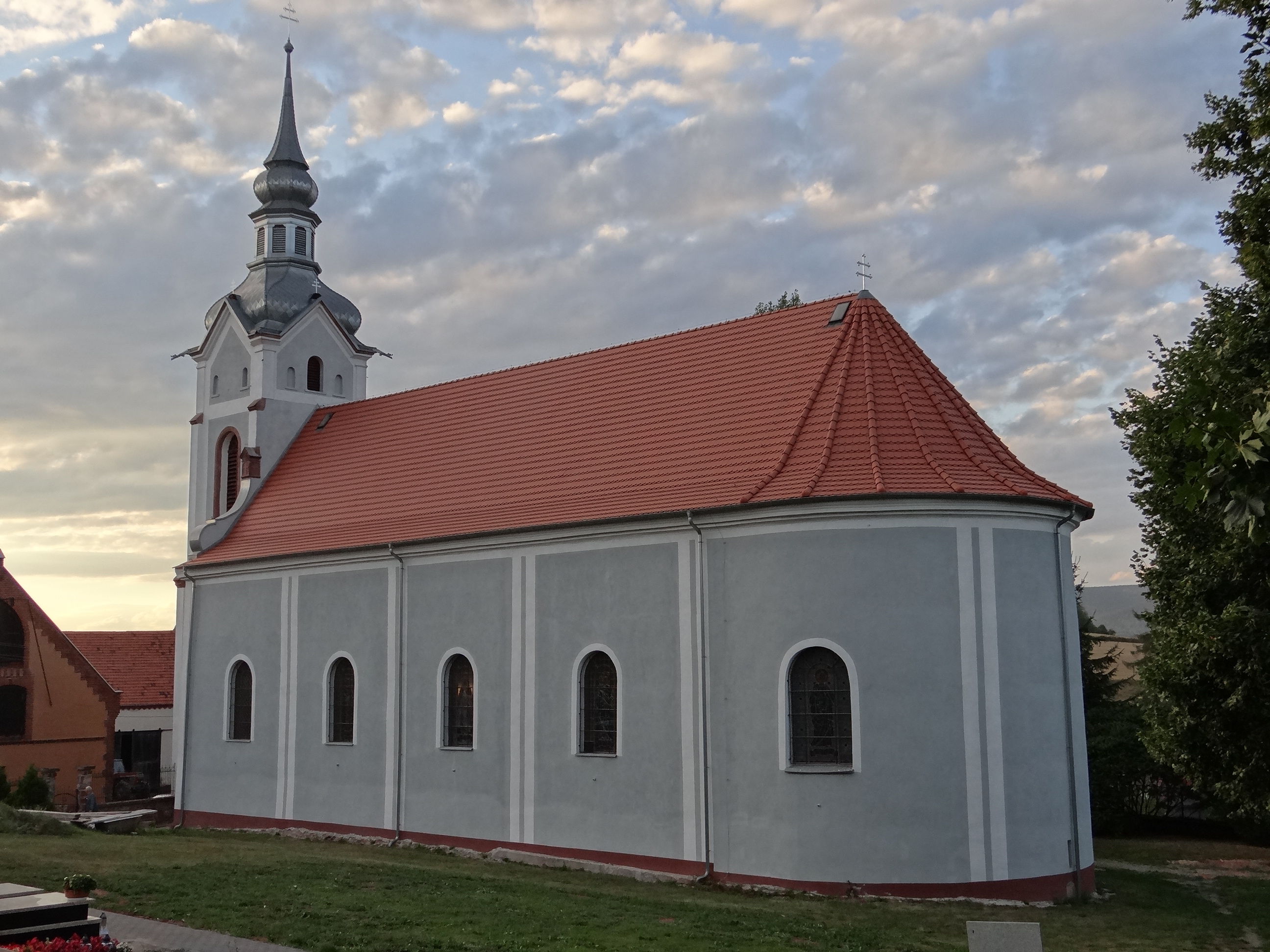
Kościół św. Jakuba Apostoła w Woliborzu